# Distrikt Lampián
Der Distrikt Lampián liegt in der Provinz Huaral in der Region Lima in Peru. Der Distrikt wurde am 2. Januar 1857 gegründet. Er besitzt eine Fläche von 148 km². Beim Zensus 2017 wurden 366 Einwohner gezählt. Im Jahr 1993 lag die Einwohnerzahl bei 775, im Jahr 2007 bei 519. Verwaltungssitz ist die 2450 m hoch gelegene Ortschaft Lampián mit 228 Einwohnern (Stand 2017). Lampián liegt knapp 50 km ostnordöstlich der Provinzhauptstadt Huaral.

## Geographische Lage
Der Distrikt Lampián liegt in der peruanischen Westkordillere im zentralen Norden der Provinz Huaral. Er besitzt eine Längsausdehnung in SSW-NNO-Richtung von etwa 25 km sowie eine maximale Breite von etwa 8,5 km. Der Río Carac fließt entlang der östlichen Distriktgrenze nach Süden, der Río Chancay entlang der südlichen nach Westen.
Der Distrikt Lampián grenzt im Westen an den Distrikt Ihuarí, im Nordosten an den Distrikt Veintisiete de Noviembre sowie im Südosten an die Distrikte San Miguel de Acos, Atavillos Bajo und Sumbilca.

## Ortschaften
Neben dem Hauptort gibt es als einzige größere Ortschaft Canchapilca.